# Pleurotomella coelorhaphe
Pleurotomella coelorhaphe là một loài ốc biển, là động vật thân mềm chân bụng sống ở biển trong họ Conidae.

## Miêu tả
Loài này có vỏ dài 7 mm

## Phân bố
Chúng phân bố ở Đại Tây Dương dọc theo Açores.